# Manteuffel
 For alternative betydninger, se Zoege von Manteuffel.
Manteuffel er en pommersk uradelsslægt (ikke at forveksle med Zoege von Manteuffel, en baltisk uradelsslægt).

## Kendte medlemmer af slægten
- Edwin von Manteuffel (1809-1885) – prøjsisk generalfeltmarskal under Den fransk-preussiske krig
- Erasmus von Manteuffel-Arnhausen (1480-1544) – sidste førreformatoriske biskop af Cammin i Pommern
- Ernst Christoph von Manteuffel (1676-1749) – kursaksisk gesandt og minister
- Georg August Ernst von Manteuffel (1765-1842) – kursaksisk departementschef
- Felix von Manteuffel (født 1945) – tysk skuespiller
- Fritz Manteuffel (1875-1941) – tysk gymnast. Deltog ved Sommer-OL 1896 i Athen
- Hans Carl Erdmann von Manteuffel (1773-1844) – prøjsisk overlandretspræsident
- Hasso von Manteuffel (1897-1978) – General der Panzertruppe og politiker
- Heinrich von Manteuffel (general) (1696-1778) – prøjsisk generalløjtnant
- Heinrich von Manteuffel (politiker) (1833-1900) – landråd og medlem af den tyske rigsdag
- Jakob von Manteuffel (1607-1661) – officer i Trediveårskrigen fra brandenburg
- Karl Otto von Manteuffel (1806-1879) – prøjsisk landbrugsminister
- Kurt von Manteuffel (1866-1926) – politiker, landråd
- Otto von Manteuffel (1844-1913) – medlem af den tyske rigsdag
- Otto Theodor von Manteuffel (1805-1882) – prøjsisk premierminister
- Peter August Friedrich von Manteuffel (1768-1842) – tyskbaltisk litterat